# Ichok
Ichok è un villaggio del Nepal situato nel Distretto di Sindhupalchok, nella provincia di Bagmati.
Fino alla riforma amministrativa del 2015 (attuata nel 2017) era un comitato per lo sviluppo dei villaggi (VDC). 